# Finnisches Architekturmuseum

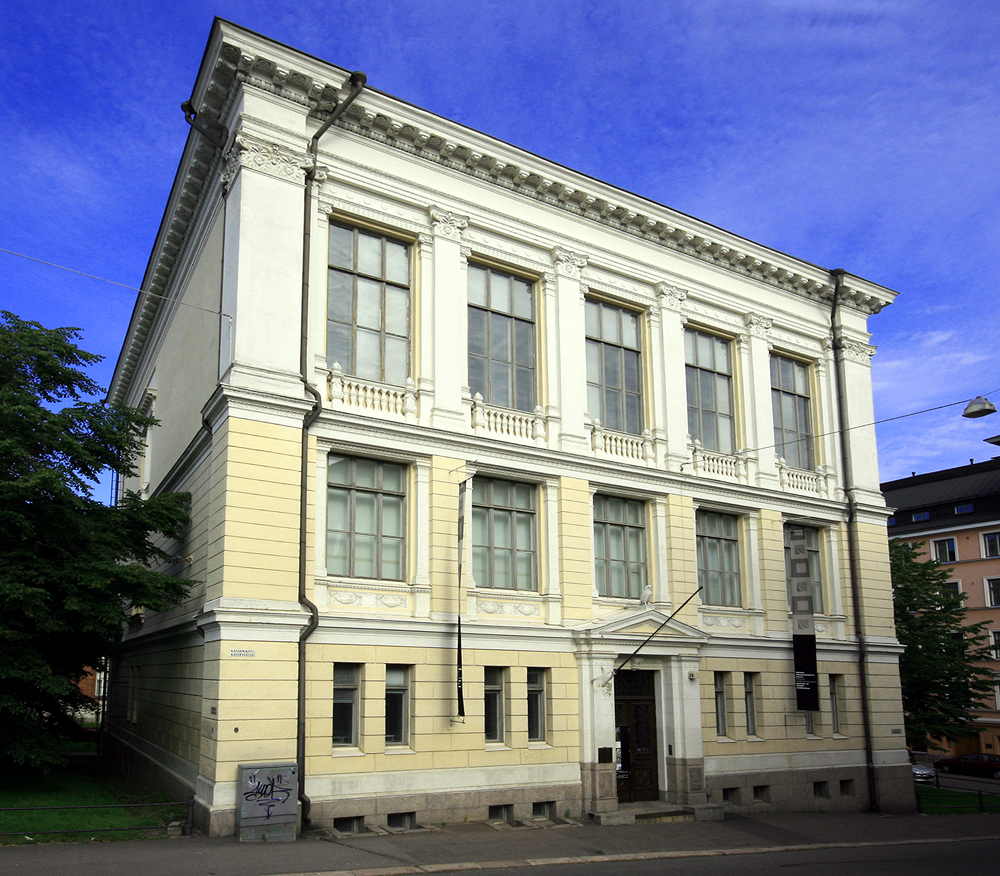
Finnisches Architekturmuseum

Das Finnische Architekturmuseum (finnisch: Suomen arkkitehtuurimuseo) in Helsinki ist eines der ältesten und bedeutendsten Zentren für moderne Architektur in Europa. Es ging 1956 aus dem 1949 gegründeten Fotoarchiv des Vereins Finnischer Architekten hervor. Seither hat das Museum rund 450 Ausstellungen weltweit organisiert und damit maßgeblich das Image und den Bekanntheitsgrad der finnischen Architektur gefördert. In den Sammlungen des Museums befinden sich u. a. 350.000 Entwurfs-Zeichnungen und 85.000 Fotos, die die Geschichte der Architektur vom Mittelalter bis in die Gegenwart dokumentieren. Das Museum besitzt u. a. auch eine der umfangreichsten Architekturbibliotheken mit über 30.000 Bänden, forscht und publiziert. Das Museum feierte im November 2006 sein 50-jähriges Bestehen mit einer Ausstellung zu Ehren des finnischen Architekten Eero Saarinen.

## Das Gebäude
Das Museum befindet sich seit 1981 in einem Gebäude, das 1899 im Stil der Neorenaissance nach Entwürfen des Architekten Magnus Schjerfbeck für die „Gelehrten Gesellschaften“ errichtet wurde und später zeitweilig der Gymnastikabteilung der Universität Helsinki als Domizil diente.